# Евсеев, Василий Дмитриевич
Василий Дмитриевич Евсеев (1918—1994) — советский инженер и организатор промышленности, директор Юргинского машиностроительного завода МОМ СССР. Герой Социалистического Труда (1966).

## Биография
Родился 22 декабря 1918 года в селе Галкино, Челябинского уезда Оренбургской губернии.
С 1937 по 1941 годы обучался в  Московском высшем техническом училище имени Н. Э. Баумана. С 1941 года в период начала Великой Отечественной войны добровольцем призвался в ряды Рабоче-Крестьянской Красной армии и стал бойцом московского народного ополчения. С 1941 года как высококвалифицированный специалист был направлен на Пермский завод №172 имени В. М. Молотова и начал работать в должности  помощника мастера и мастера, позже работал на производстве артиллерийских орудий, занимая должности — начальника отделения, технолога и начальника технологического бюро основного цеха.
С 1942 по 1944 годы без отрыва от производства обучался в Ленинградском военно-механическом институте. С 1944 года направлен на Юргинский машиностроительный завод и начал работать с 1944 по 1956 годы в должностях — старшего технолога, начальника технологического бюро, заместителя начальника и начальника цеха, начальника  планово-экономического отдела и механосборочного производства. С 1956 по 1957 годы — секретарь парткома, с 1957 по 1961 годы — главный инженер.
С 1961 по 1968 годы работал в должности — директора Юргинского машиностроительного завода МОМ СССР. В 1966 году Указом Президиума Верховного Совета СССР «За заслуги в создании и производстве новой техники» Юргинский машиностроительный завод под руководством В. Д. Евсеев был награждён Орденом Ленина.
6 марта 1962 года Указом Президиума Верховного Совета СССР «за успехи, достигнутые в развитии промышленного производства» Василий Дмитриевич Евсеев был награждён Орденом Трудового Красного Знамени.
26 июля 1966 года «закрытым» Указом Президиума Верховного Совета СССР «за выдающиеся заслуги по выполнению семилетнего плана на 1959—1966 годы» Василий Дмитриевич Евсеев был удостоен звания Героя Социалистического Труда с вручением Ордена Ленина и золотой медали «Серп и Молот».
В 1968 по 1970 годы — руководитель Четвёртого Главного управления Министерства общего машиностроения СССР. С 1970 по 1984 годы, в течение четырнадцати лет, В. Д. Евсеев работал в должности заместителя руководителя Управления общей техники Государственного комитета СССР по стандартам.
С 1984 после выхода на заслуженный отдых жил в городе Москва.
Скончался 23 июля 1994 года в Москве.

## Награды
- Медаль «Серп и Молот» (26.07.1966)
- Орден Ленина (26.07.1966)
- Орден Трудового Красного Знамени (6.03.1962)
- Медаль «За доблестный труд в Великой Отечественной войне 1941—1945 гг.»
- Медаль «За освоение целинных земель»
- Почетная грамота Президиума Верховного Совета РСФСР (1978[3])